# 西氷庫駅
西氷庫駅（ソビンゴえき）は大韓民国ソウル特別市龍山区西氷庫洞にある、韓国鉄道公社（KORAIL）の鉄道駅。
乗り入れている路線は、線路名称上は京元線であるが、当駅には広域電鉄の京義・中央線電車のみが停車する。駅番号はK112。

## 歴史
- 1917年10月1日 - 朝鮮総督府鉄道の普通駅として営業開始。[1]
- 1954年6月17日 - 旧駅舎新築竣工。
- 1968年3月16日 - 貨物取り扱い開始。[2]
- 1978年12月9日 - 龍山 - 城北間系統運転開始。
- 1984年10月1日 - 橋上駅舎新築竣工。
- 1997年10月11日 - 乙種委託販売所に指定。
- 2000年8月1日 - 普通駅に戻る。
- 2005年
  - 1月1日 - 鉄道庁が改組により韓国鉄道公社となる。
  - 12月15日 - 中央電鉄線営業開始。龍山 - 城北間系統廃止。駅番号をK130からK112に変更。
- 2010年5月 - 旧駅舎撤去。
- 2014年12月27日 - 中央電鉄線と京義電鉄線の直通を開始し、同時に双方の路線名を「首都圏電鉄京義・中央線」とする。

## 駅構造
島式ホーム2面4線の地上駅で橋上駅舎を有する。通常は内側2線のみ使用されており、貨物列車の待避やITX-青春の追い抜きが行われることがある。
旧駅舎は今の橋上駅舎が使用されてからも駅務室として利用されたが、2010年5月に撤去された。

### のりば
| 1 | 京義・中央線 | 龍山・弘大入口・幸信・一山・文山方面 |
| 2 | 京義・中央線 | 清凉里・陶農・八堂・楊平・龍門方面   |

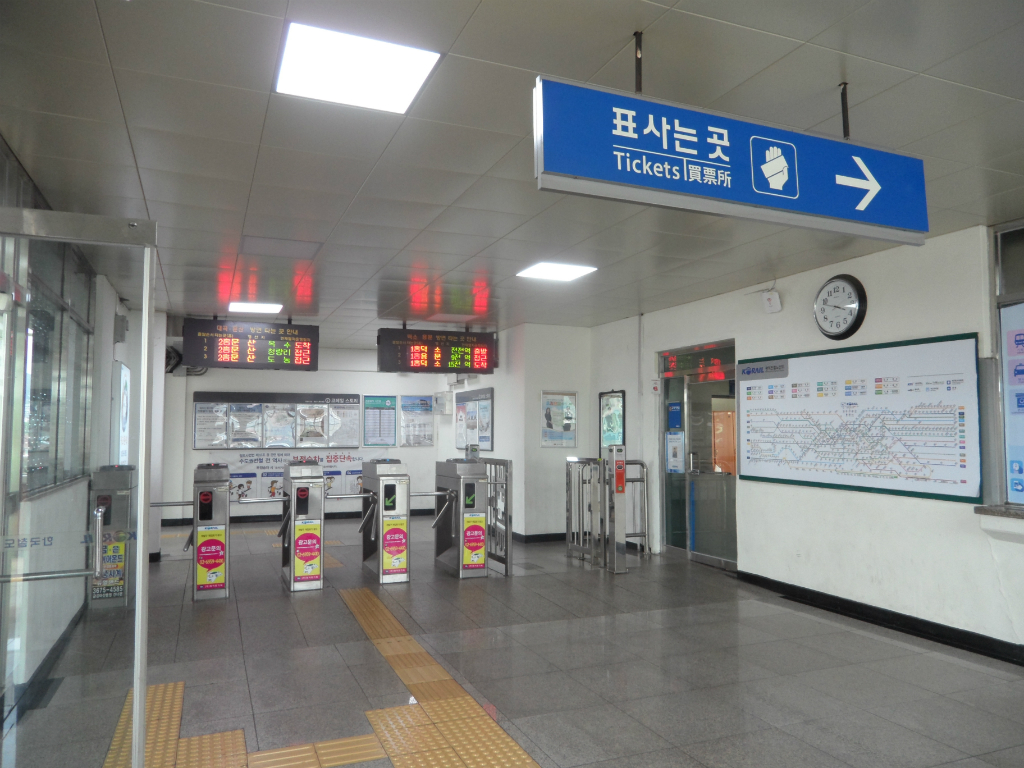
改札口
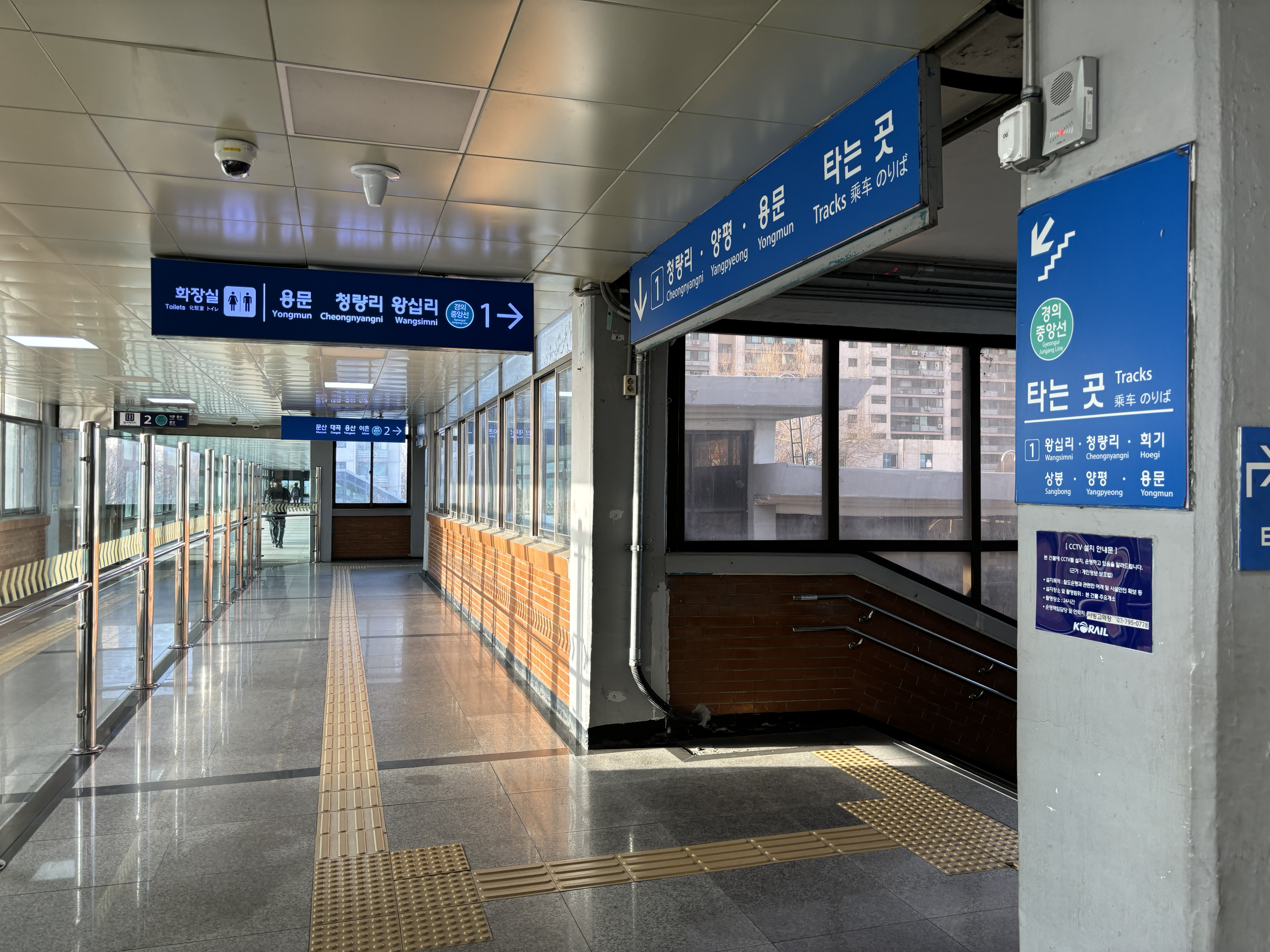
駅舎内部
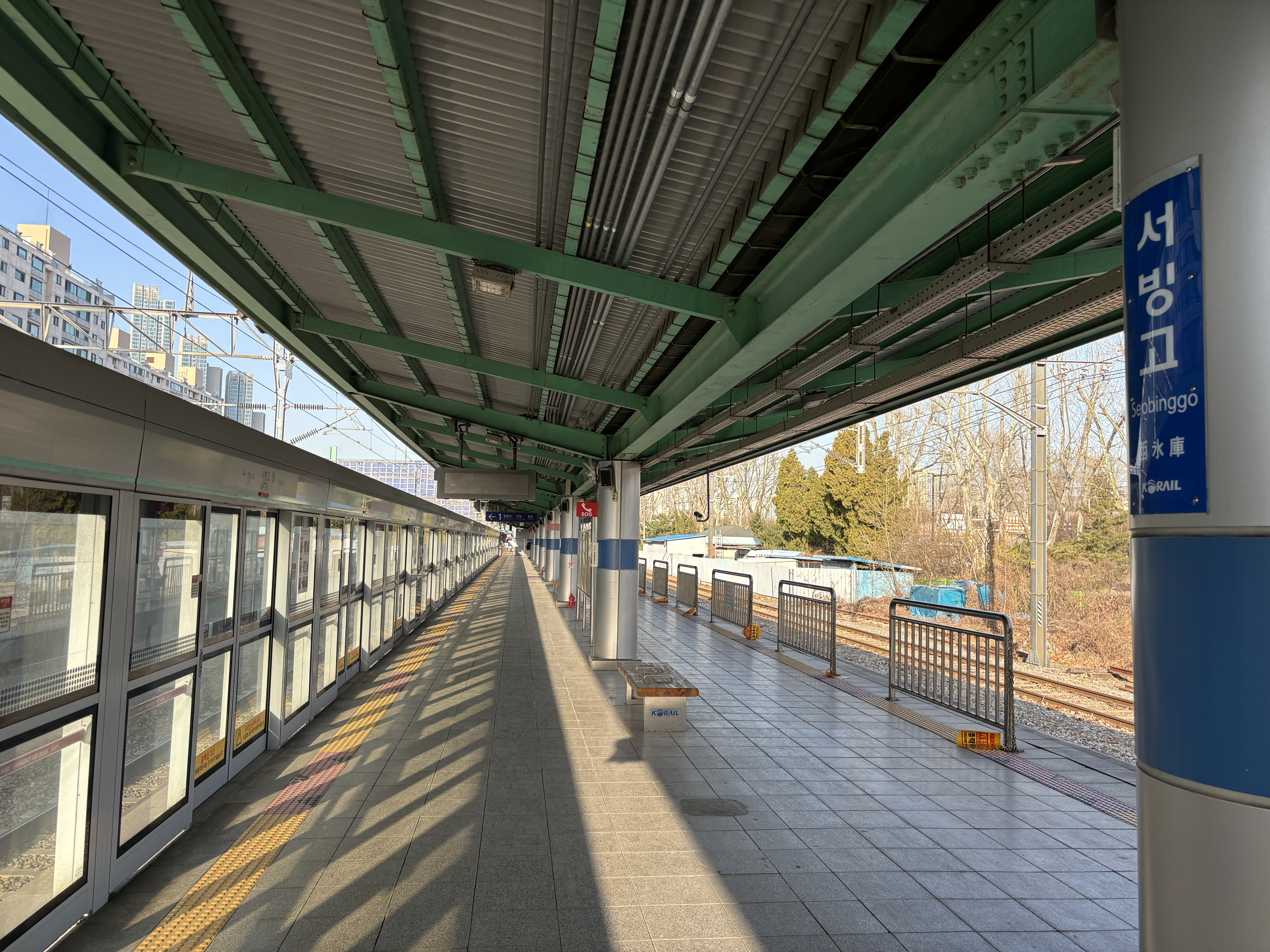
乗り場
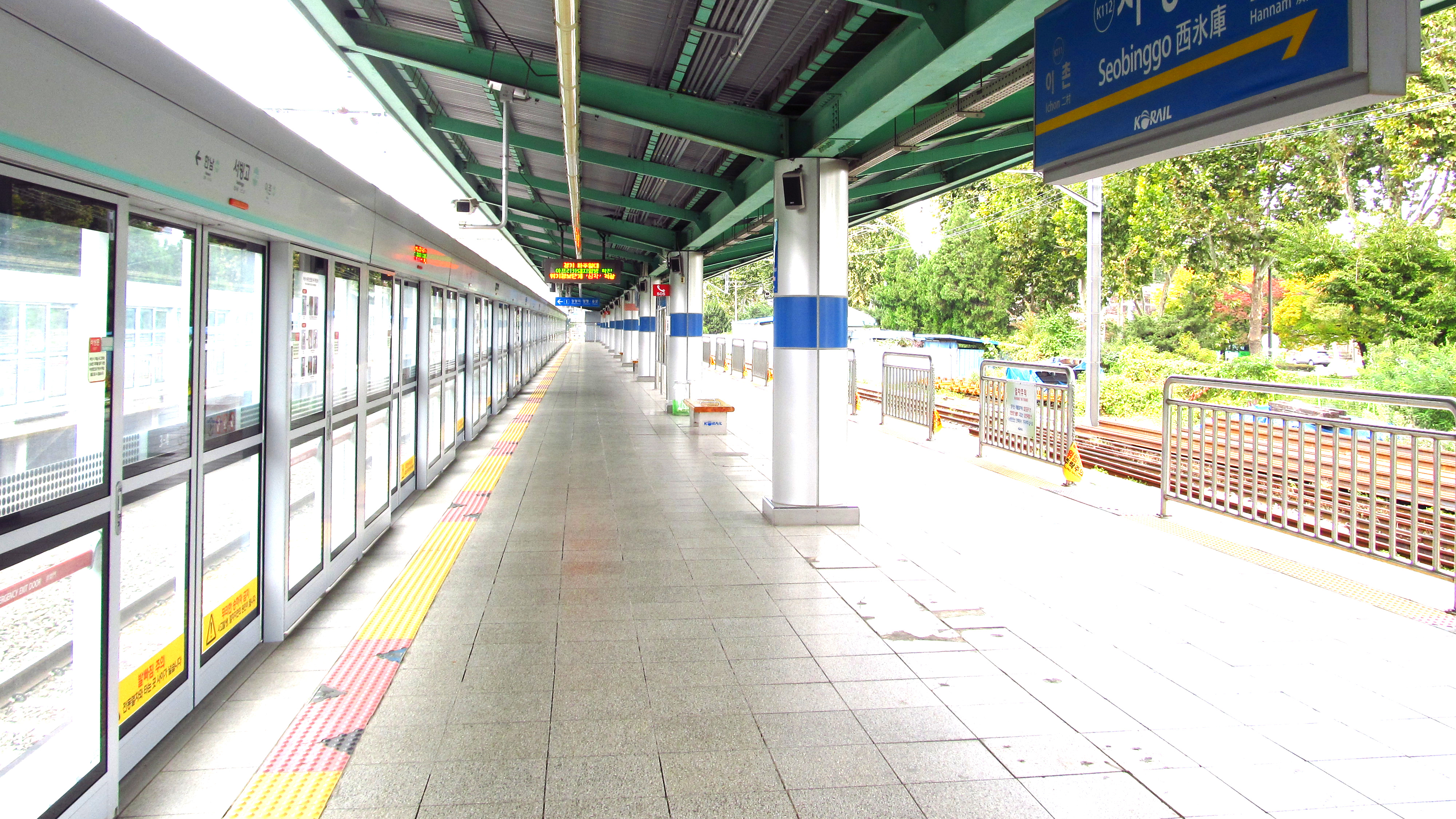
ホーム

## 利用状況
近年の一日平均利用人員推移は下記のとおり。
| 路線              | 路線     | 2000年 | 2001年 | 2002年 | 2003年 | 2004年 | 2005年 | 2006年 | 2007年 | 2008年 | 2009年 | 出典  |
| ----------------- | -------- | ------ | ------ | ------ | ------ | ------ | ------ | ------ | ------ | ------ | ------ | ----- |
| ●中央線 (●京元線) | 乗車人員 | 2,358  | 2,756  | 2,869  | 2,931  | 2,336  | 2,150  | 2,018  | 2,060  | 2,003  | 2,069  | [ 3 ] |
| ●中央線 (●京元線) | 降車人員 | 1,948  | 2,410  | 2,477  | 2,843  | 2,348  | 2,229  | 2,100  | 2,155  | 2,091  | 2,078  | [ 3 ] |
| 路線              | 路線     | 2010年 | 2011年 | 2012年 | 2013年 | 2014年 | 2015年 | 2016年 | 2017年 | 2018年 | 2019年 | 出典  |
| 京義・中央線      | 乗車人員 | 2,103  | 2,115  | 2,127  | 2,096  | 2,033  | 2,246  | 2,263  | 2,185  | 2,088  | 2,102  | [ 3 ] |
| 京義・中央線      | 降車人員 | 2,062  | 2,096  | 2,130  | 2,125  | 2,077  | 2,279  | 2,309  | 2,231  | 2,084  | 2,047  | [ 3 ] |
| 路線              | 路線     | 2020年 | 2021年 | 2022年 | 2023年 |        |        |        |        |        |        |       |
| 京義・中央線      | 乗車人員 | 1,503  | 1,614  | 1,969  | 2,233  |        |        |        |        |        |        |       |
| 京義・中央線      | 降車人員 | 1,382  | 1,518  | 1,868  | 2,129  |        |        |        |        |        |        |       |

## 駅周辺
- 在韓米軍基地 - 当駅の西側付近から米軍基地まで引き込み線が伸びている。
- 新東亜アパートメント
- ソウル西氷庫初等学校（朝鮮語版）
- 漢江中学校（朝鮮語版）

## 隣の駅
韓国鉄道公社
 京義・中央線
中央急行
通過
龍山急行・緩行
二村駅 (K111) - 西氷庫駅 (K112) - 漢南駅 (K113)